# Pedro (conde)
Pedro (em latim: Petrus) foi um oficial militar bizantino do século VI que serviu sob Anastácio I Dicoro (r. 491–518) como conde, talvez um conde dos assuntos militares (comes rei militaris). Em 503, quando o exército bizantino sob Patrício foi derrotado pelo exército sassânida de Cavades I (r. 499–531), Pedro esteve entre os oficiais que fugiram para o castelo de Asparim (Sífrio?) e que foram rendidos pelos habitantes aos sassânidas. Enquanto em cativeiro, por meio de um ardil foi capaz de informar os defensores de Constantina, em Osroena, liderados por Leôncio, de uma conspiração persa para capturar a cidade. Em 504, esteve entre os cativos libertados durante as negociações de paz. Foi acusado de negligência por Flávio Céler e ameaçado de execução.